# 1999 RM177
1999 RM177 är en asteroid i huvudbältet som upptäcktes den 9 september 1999 av LINEAR i Socorro County, New Mexico.
Asteroiden har en diameter på ungefär 14 kilometer och den tillhör asteroidgruppen Ashkova.